# Haus Schloßstraße 28 (Dresden)

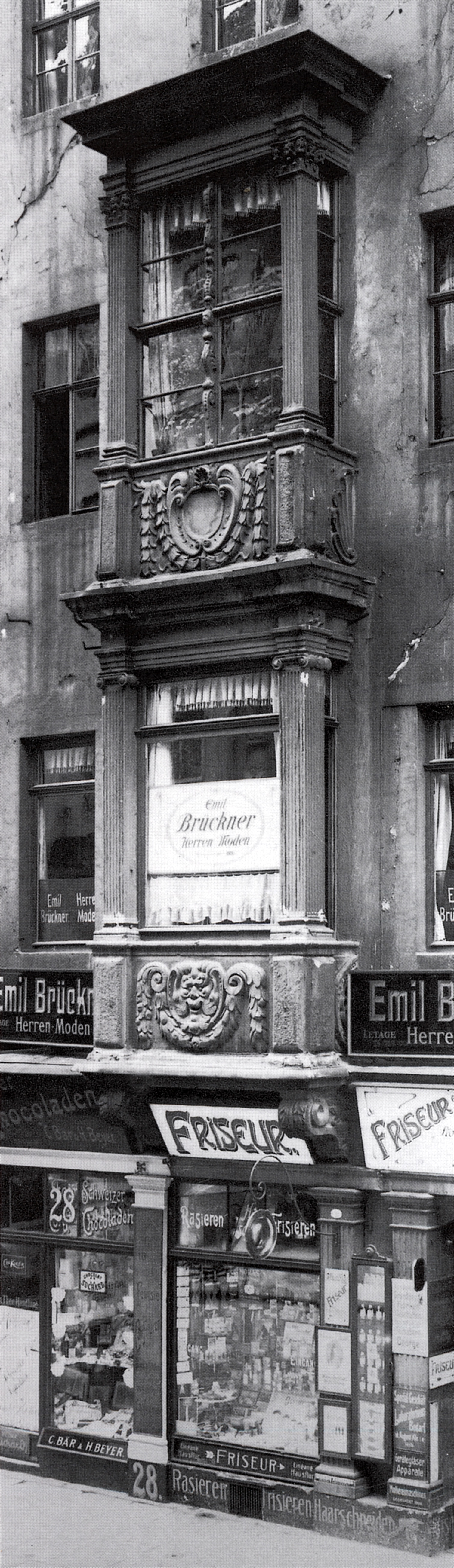
Dresden, Schloßstraße 28 (Aufnahme um 1900)

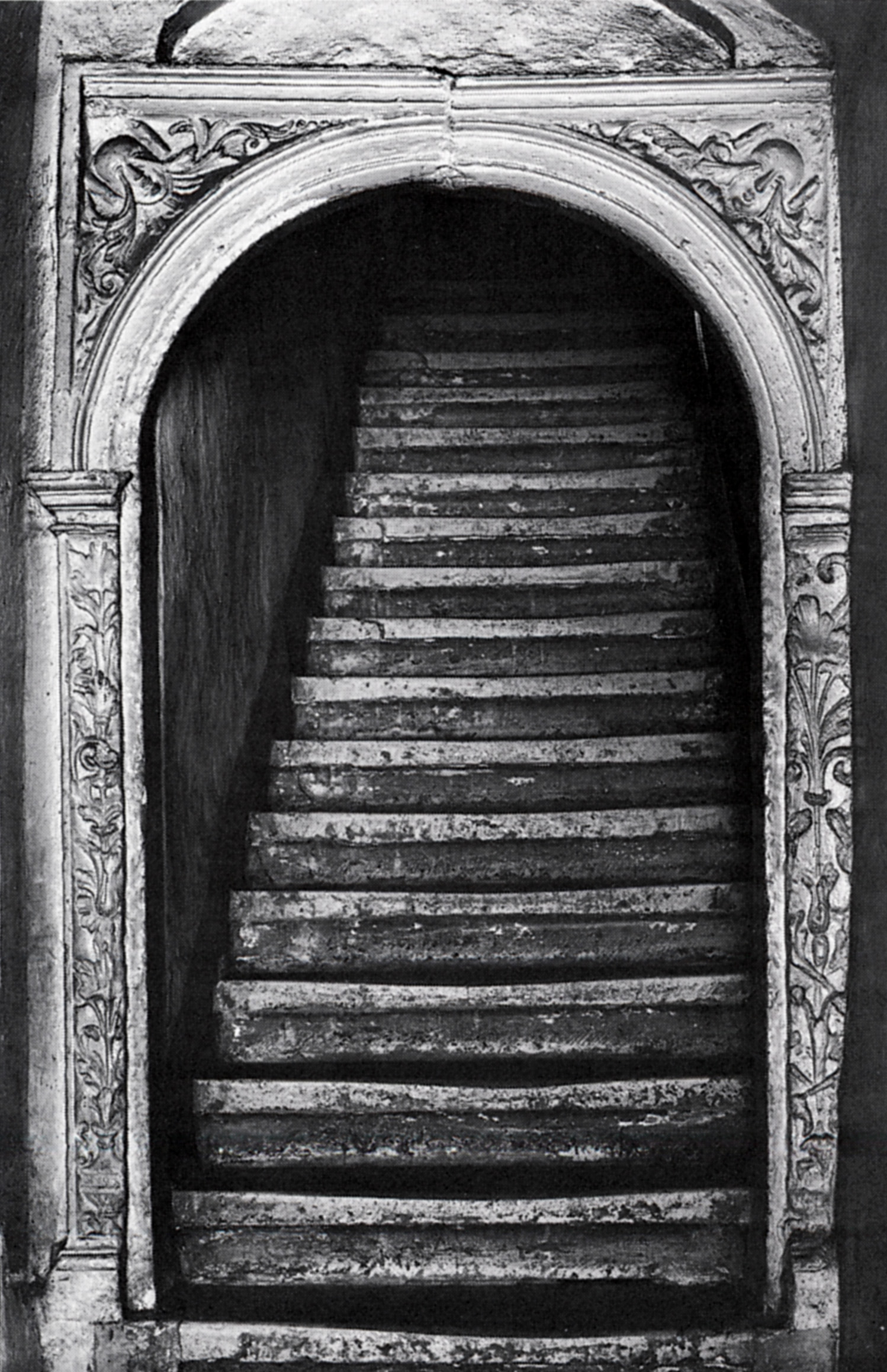
Dresden, Schloßstraße 28, Renaissanceportal

Das Haus Schloßstraße 28 war ein Wohnhaus in Dresden. Das Gebäude wurde vermutlich in der Mitte des 16. Jahrhunderts erbaut und 1945 bei den Luftangriffen auf Dresden zerstört.

## Beschreibung
Die Erbauung fiel vermutlich in den Zeitraum um 1535/50. Um 1660/1680 erfolgte ein weitgehender Umbau. Das fünfgeschossige Haus zeigte einen zweigeschossigen Erker, mit ornamental geschmückten Brüstungsplatten und kannelierten Pfeilergewänden. Die Schlagleiste des Erkerfensters im zweiten Obergeschoss war reich ornamental geschnitzt. Beim Abbruch der kriegszerstörten Ruine wurden Bruchstücke des Renaissanceportals geborgen.
Stefan Hertzig beschreibt, dass die Schmuckformen Klengels „in sehr kräftiger, drall-saftiger Auffassung“ Dresdner Erker des 17. Jahrhunderts geschmückt hätten, auch den des Hauses Schloßstraße 28.